# Mine antichar 53
La mine antichar 53, en abréviation militaire Min ach 53, est une mine terrestre antichar fonctionnant par pression en service dans l'armée suisse depuis son introduction en 1953 jusqu'en 1960, où elle fut remplacée peu à peu par la mine antichar 60.

## Description
Il s'agit d'une mine antichar métallique ce qui n'est pas un atout dans le cas de détection par détecteur de métal. Elle est capable de détruire les chenilles d'un char d'assaut quelle que soit leur largeur. Elle fonctionne par pression, avec 2 calotes de pression possibles: la calotte de pression DkT 49 où 300 kg sont nécessaires pour la déclencher ou avec la fusée DkZ 49, où 175 kg de pression sont nécessaires. Elle doit être enterrée du fait de ses dimensions. Son poids total est de 20,3 kg, dont 13,2 kg d'explosif trotyl.